# حسن سونميز
حسن سونميز (بالتركية: Hasan Sönmez)‏ (27 سبتمبر 1976 بإزنيق في تركيا - ) هو لاعب كرة قدم تركي في مركز حراسة المرمى. شارك مع منتخب تركيا تحت 18 سنة لكرة القدم. أما مع النوادي، فقد لعب مع سامسون سبور وغنتشلربيرليغي وكايسري سبور ونادي طرابزون سبور وAkçaabat Sebatspor ‏.

## وصلات خارجية
- حسن سونميز على موقع اتحاد تركيا (لاعب) (الإنجليزية)
- حسن سونميز على موقع قاعدة بيانات كرة القدم.إي يو (الإنجليزية)